# 遺跡 (中世)
遺跡（ゆいせき）は、中世の日本で用いられた言葉で過去に存在した人物が残した財産・所領・地位などを指す。
財産や所領、地位などの遺した先人の名称や係累を用いて「藤原某遺跡」「先祖遺跡」、「亡父遺跡」などと称された。子孫が継承した所領に対してその先祖名を付けられることはしばしば行われ、同様に寺院においても弟子が継承した所領に対してその先師名が付けられる場合もあった。また珍しい事例ではあるが所有者である子孫が自己の子孫を残さずに急死して健在である父祖がそれを継承した場合にも急死した子孫の名前が付けられる場合があった。更に祖先が遺した業績や名誉なども「遺産」として子孫に継承される場合もあった。
所領・財産などの遺産は祖先から子孫へ、あるいは先師から弟子へと代々継承されてきたが、鎌倉時代においてはこうした遺跡を巡る訴訟である遺跡相論がしばしば発生した。